# Telcz
Telcz (cz. Telčⓘ, niem. Teltsch) – XIV-wieczne, zabytkowe miasto w południowo-zachodnich Morawach w Republice Czeskiej, w kraju Wysoczyna, w powiecie Igława. W 2022 roku liczyło 5140 mieszkańców. Historyczne centrum Telczy jest cennym, zabytkowym zespołem architektonicznym i jest wpisane na listę światowego dziedzictwa Kulturowego UNESCO.
Około 10 km na płn.-wsch. (okolice wsi Pavlov) znajdują się źródła rzeki Dyja.

## Nazwa
Pierwotnie miasto nosiło nazwę Telec (pol. cielec = młody byczek), z czasem przekształconą na Teleč i miało formę męskoosobową. W aktualnej wersji nazwa "Telč" jest w języku czeskim rodzaju żeńskiego.

## Demografia
| Rok             | 1869  | 1880  | 1890  | 1900  | 1910  | 1921  | 1930  | 1950  | 1961  | 1970  | 1980  | 1991  | 2001  | 2003  | 2006  | 2011  |
| --------------- | ----- | ----- | ----- | ----- | ----- | ----- | ----- | ----- | ----- | ----- | ----- | ----- | ----- | ----- | ----- | ----- |
| Liczba ludności | 4 733 | 5 272 | 5 079 | 4 785 | 4 647 | 4 533 | 4 420 | 4 288 | 5 146 | 5 367 | 5 875 | 6 049 | 6 053 | 6 053 | 5 883 | 5 540 |

## Historia
Pierwsza wzmianka pisemna o mieście pochodzi z 1315 roku. W 1339 Karol IV Luksemburski oddał miasto w ręce Jindřicha III, pana na Hradcu z rodu Witkowców w zamian za graniczny zamek Bánov. Witkowcy przyczynili się do jego znacznej rozbudowy. Po 1354 Menhart z Hradca zbudował zamek, kościół, mury miejskie oparte o umocnienia wodne oraz gotyckie stare miasto. Miasto uzyskało przywilej dorocznego jarmarku oraz prawo miecza. W 1386 pożar zniszczył zachodnią połowę zabudowy rynkowej razem z kościołem i ratuszem. W 1423 miasto prócz zamku zdobyli husyci pod wodzą Jana Hvězdy z Vícemilic. Z czasem miasto uzyskało kolejne przywileje: warzenia piwa oraz solny.
Miasto rozkwitało od połowy XVI stulecia dzięki Zachariaszowi z Hradca. Miasto i zamek zostały przebudowane z udziałem włoskich architektów. Powstał miejski wodociąg. Założono szpital, gildie, nowe stawy. Po bezpotomnej śmierci Zachariasza miejscowość przechodzi w 1604 we władanie Wilhelma Slawaty, męża dziedziczki Łucji Otylii. W czasie wojny trzydziestoletniej miasto znacznie ucierpiało, m.in. splądrowane w 1645 przez Szwedów.
W 1655 w mieście osadzono jezuitów, którzy zbudowali kościół Imienia Jezus (1667) oraz przebudowali część starych budowli. Pod ich auspicjami powstało łacińskie gimnazjum, szkoła muzyczna, apteka i obserwatorium meteorologiczne.
Po wygaśnięciu Slawatów od 1712 miasto przechodzi najpierw w ręce rodu Lichtenstein-Kastelkorn, a następnie jego dziedziców pieczętujących się podwójnym herbem Podstatský-Lichtenstein, w których władaniu pozostanie aż do 1945 roku. Po powstaniu styczniowym władze austriackie internowały w Telczy polskich powstańców, którzy przekroczyli granice cesarstwa. Trzech z nim zmarło i zostało pochowanych na miejscowym cmentarzu. W 2018 r. odsłonięto upamiętniające ich tablice. Od 1898 roku przez miasto przechodzi kolej z Jihlavy do Schwarzenau w Dolnej Austrii.
W 1992 r. zabytkowe centrum miasta zostało zapisane na liście światowego dziedzictwa UNESCO.

## Współpraca
- Belp, Szwajcaria
- Figeac, Francja
- Rothenburg ob der Tauber, Niemcy
- Šaľa, Słowacja
- Waidhofen an der Thaya, Austria
- Wilber, Stany Zjednoczone